# ضرعاء كولومبية
ضرعاء كولومبية (الاسم العلمي:Mammillaria columbiana) هي نوع نباتي يتبع جنس الضرعاء من فصيلة الصبارية.